# Kristoffer Khazeni
Kristoffer Khazeni, född 25 juni 1995 i Stockholm, är en svensk fotbollsspelare som senast spelade för IFK Norrköping.